# Terminal (Computer)

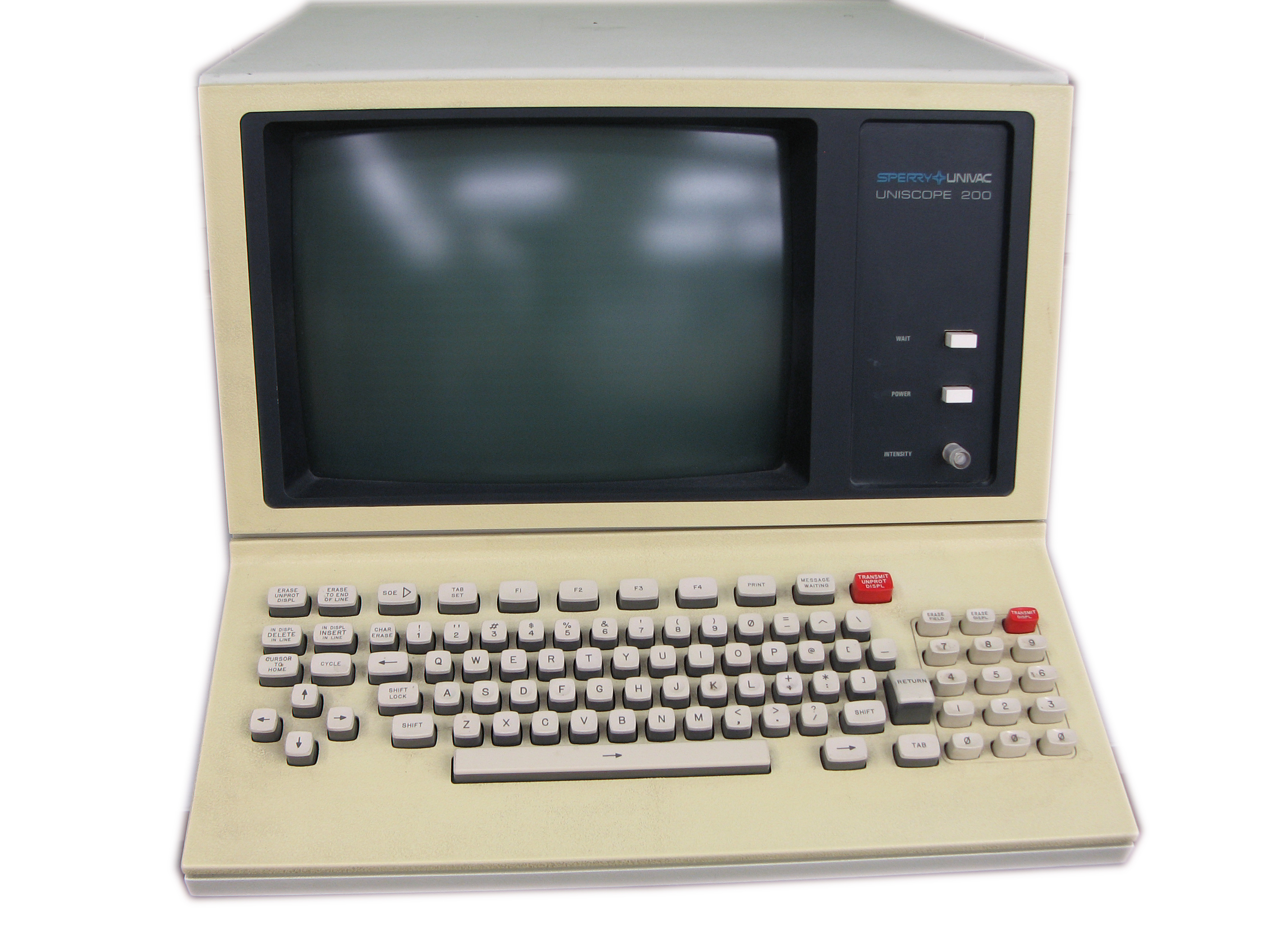
Sperry-UNIVAC UNISCOPE 200 für koaxialen Anschluss (1974)

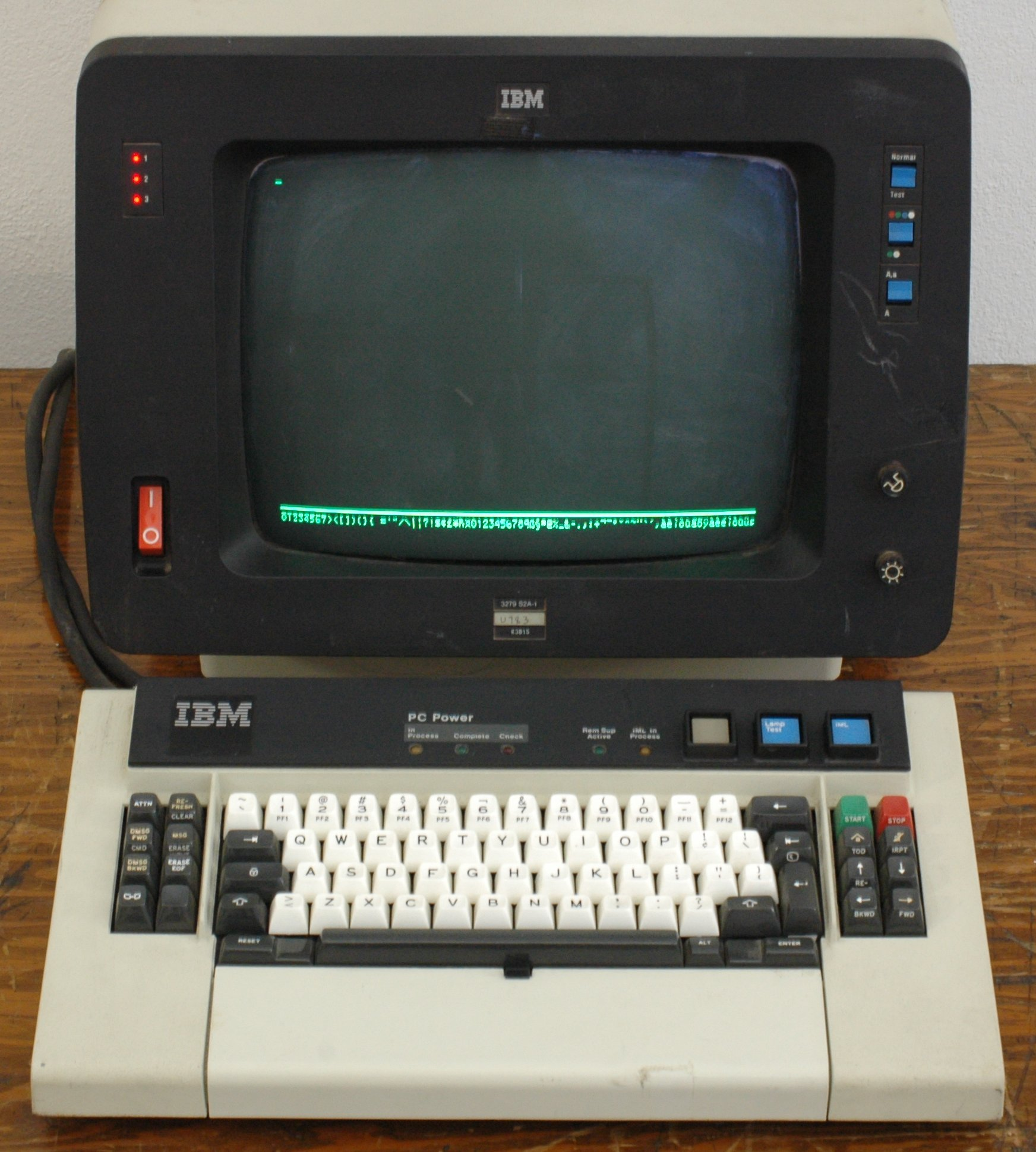
Farbterminal IBM 3279 mit Konsolentastatur (1979)

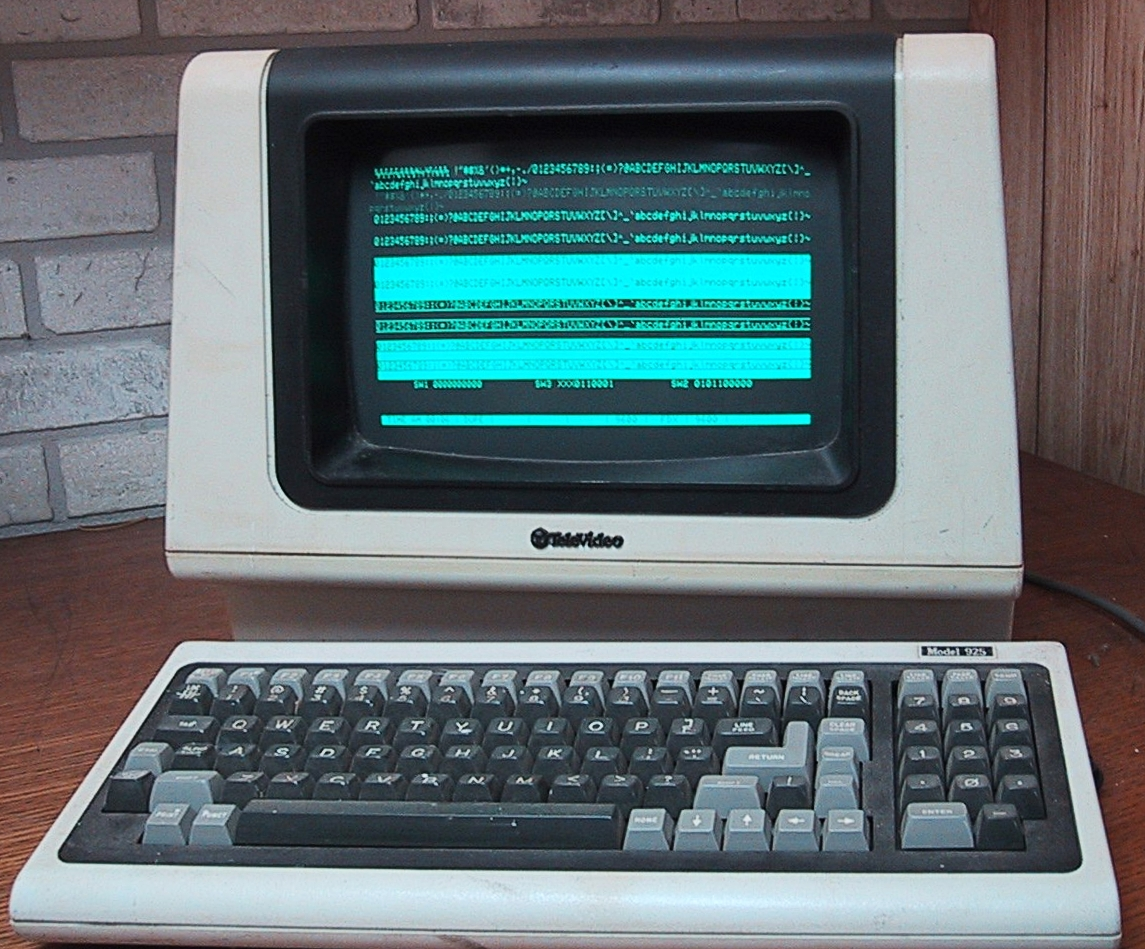
Serielles Text-Terminal TeleVideo 925 (1981)

Ein Terminal, auch als Konsole eines Computers oder traditionell im deutschen Sprachgebrauch als Datensichtgerät bezeichnet, ist ein Endgerät zur Eingabe und Anzeige von Daten.
Terminals wurden entwickelt, um die vormals an Großrechnern eingesetzten Fernschreiber zu ersetzen. Die Abkürzung tty des englischen Worts für Fernschreiber „teletypewriter“ ist noch heute in Unix- und Linux Betriebssystemen und entsprechender Software allgegenwärtig.
Während in der Frühzeit noch den Fernschreibern vergleichbare Geräte – bezeichnet als „Hardcopy-Terminals“, bestehend aus einem Drucker und einer Tastatur – in Gebrauch waren, bestand der Vorteil von Terminals später darin, dass ein Bildschirm für die Wiedergabe der Daten eingesetzt wurde. Bessere Geräte konnten und können nicht nur sequentiell Zeilen ausgeben: Mit einem beliebig manövrierbaren Cursor konnte Text in jeder Zeile eingegeben und verändert werden. 
Die ab etwa 1977 allmählich einsetzende Verbreitung der Personal Computer hat die Terminals mittlerweile aus den meisten Büros verdrängt. Viele Terminals sind durch Terminalemulationen ersetzt worden, die auf einem PC laufen. Bis heute sind Terminals aber in einigen Bereichen verbreitet.

## Geschichte
Als Vorstufe und Terminal-ähnliche Benutzerschnittstelle besaß die 1941 vorgestellte Zuse Z3 eine Tastatur mit Lampenfeld für die Ein- und Ausgabe von Zahlen. In den 1960ern wurden als örtlich vom eigentlichen Computer getrennte Benutzerschnittstellen Fernschreiber wie der ASR-33 und Friden Flexowriter eingesetzt. Im Jahre 1969 begann der Verkauf des mit einem Bildschirm versehenen Datapoint 3300, das die Fernschreiber ersetzen sollte und als glass TTY bzw. glass teletype, also Glas-Fernschreiber (Glas für Bildschirm) bezeichnet wurde.

## Verbindungen
Für die Verbindung zwischen Terminal und Computer gab es einerseits (abgeleitet vom Fernschreiber) die serielle Schnittstelle in den beiden Varianten als RS-232-Schnittstelle (genormt in EIA RS-232 oder CCITT V.24) oder vor allem in industriellen Anwendungen als 20-mA-Schnittstelle, die als DIN 66258 genormt war und sich in einem Teil des Marktes als De-facto-Standard etabliert hatte. Andere Hersteller, darunter der Marktführer IBM, verwendeten proprietäre Schnittstellen.
Ursprünglich wurden Terminals immer direkt an den Computer angeschlossen, der mit entsprechend vielen Schnittstellen ausgestattet sein musste. Später gab es dann verschiedenste Lösungen, um mehrere Terminals über eine gemeinsame Leitung anzuschließen, was besonders im Falle entfernt liegender Büros wirtschaftlich geboten war. IBM konnte auf der Basis eines proprietären Protokolls innerhalb der Systems Network Architecture Terminals anschließen, DEC setzte dafür DDCMP ein.
Bei größeren Entfernungen fand auch das standardisierte Protokoll X.25 Verbreitung.
Mit der Einführung lokaler Netzwerke, etwa auf der Basis Ethernet, gab es dann weitere Anschlussmöglichkeiten für Terminals, von denen sich letztlich nur die, welche das Internetprotokoll verwenden, durchgesetzt haben. Durch die Einführung des Internets ist dann ein einheitlicher Anschluss lokaler und entfernt aufgestellter Terminals möglich geworden.

## Ausführungen
Terminals sind in der Regel einfache Computersysteme zur Ein- und Ausgabe, die mit einem speziellen Funktionsumfang ausgestattet werden, der auf ihren jeweiligen Einsatzzweck abgestimmt ist.
Man unterscheidet zwischen Text- und Grafikterminals. Erstere können nur die Zeichen und Buchstaben eines bestimmten Zeichensatzes (häufig ASCII) darstellen, die in einer Matrix von meist 80 Spalten (so viel wie Lochkarten hatten) und 24 oder 25 Zeilen angeordnet werden.
Die deutlich aufwendigeren Grafikterminals wurden vornehmlich von Tektronix entwickelt. Sie waren der Vorläufer der heute verwendeten pixelorientierten Hardware. Allerdings gab es im Gegensatz zu heute auch vektororientierte Terminals, bei denen der Elektronenstrahl in der Kathodenstrahlröhre frei programmierbar war. Es wurde das Bild also nicht aus einem Speicher (heute: Grafikkarte), der sehr teuer war, ausgelesen und Zeile für Zeile und Pixel für Pixel auf den Schirm übertragen, sondern die Linien wurden direkt auf die Leuchtstoffschicht („Phosphor“) geschrieben, wobei im Speicher nur Koordinaten der Linien vorzuhalten waren. Hierfür wurden meistens Speicherbildröhren verwendet.
Im praktischen Sprachgebrauch werden heute fast alle Datenendgeräte, an denen Benutzer irgendetwas eingeben können, als Terminal bezeichnet, wie auch die Liste der Beispiele unten zeigt. Ein Pseudoterminal ist ein virtuelles Computerterminal in Unix- oder Linux-Systemen zur Ein- und Ausgabe von Daten, das es ermöglicht, dass ein Programm ein anderes Programm steuert, als wäre es ein Benutzer.
Beispiele für Terminals:
- virtuelle Terminals als Textkonsolen für Unix-Rechner
- ASCII-Terminals wie VT100 von DEC oder ADM-3A von Lear Siegler
- IBM-3270-Terminals
- IBM-5250-Terminals für den Zugriff auf IBM iSeries beziehungsweise IBM AS/400
- X-Terminal
- Btx-Terminals

Branchenspezifische Terminals:
- Selbstbedienungsterminals
- Electronic Cash Terminals
- Kassenterminals
- Terminals zur Betriebsdatenerfassung